# وادي النار
وادي النار هو أحد أشهر أودية فلسطين ويقع جنوب مدينة القدس، وهو واد يفصل بين مدينة القدس وجبل الزيتون، ويمتد من وادي الجوز عابرًا بركة سلوان إلى دير مار سابا وينتهي عند البحر الميت. ويبلغ ارتفاعه فوق سطح البحر حوالي 650م.
على بعد 2 كم من القدس يسير الوادي إلى الجنوب الشرقي إلى أن يصل إلى زاوية السور الشمالية الشرقية ثم ينحدر شرقي القدس بين سورها من الجانب الغربي وجبل الزيتون وتل المعصية من الجانب الشرقي حتى يلتقي مع وادي «هنوم» المنحدر من الغرب، ثم ينحدر إلى مار سابا حيث يسّمى وادي الراهب ومن ثم يمتد إلى البحر الميت وهناك يسمّى وادي النار.
في المصادر العبرية القديمة وكذلك باللغة العربية، تحمل أجزاء مختلفة من الوادي أسماء مختلفة. تشمل الأسماء العربية وادي الجوز، الجزء العلوي بالقرب من جبل الهيكل. يسمى وادي النار، وما تبقى - مع الجزء القليل في دير مار سابا القديم ("القديس صباس") المعروف أيضًا في القرن 19 باسم وادي الراهب.
في الجزء العلوي منه، يحمل حي وادي الجوز الاسم العربي للوادي. سميت مستوطنة كيدار، الواقعة على سلسلة من التلال فوق الوادي، على اسم الوادي العبري.
يبدو أن الكتاب المقدس العبري يسمي المسار العلوي العميق يهوشافاط، "وادي يوشافاط". يظهر في النبوءات الأخروية اليهودية، والتي تشمل عودة إيليا، تليها وصول المسيح، وحرب يأجوج ومأجوج ويوم القيامة.
يحتوي وادي النار العلوي على أهم مقبرة في القدس تعود إلى فترة الهيكل الأول، مقبرة سلوان، التي يفترض أنها كانت تستخدم من قبل كبار المسؤولين المقيمين في المدينة، حيث توجد مقابر منحوتة في الصخور يعود تاريخها إلى ما بين القرنين التاسع والسابع قبل الميلاد.
```
كان الجزء العلوي من وادي النار شمال البلدة القديمة أحد المقابر الرئيسية في 
القدس
 في 
فترة الهيكل الثانية
، حيث بقيت مئات المقابر متواجدة حتى اليوم، في حين أن الجزء الشرقي من جبل الهيكل ومقابله، يضم العديد من المقابر الأثرية المحفوظة بشكل ممتاز من نفس الفترة.
[
5
]
 كما استخدمت العديد من مقابر فترة 
الهيكل الثاني
 في وقت لاحق، إما لدفن أو كملاجئ للنساك والرهبان في المجتمعات الرهبانية الكبيرة التي سكنت وادي النار خلال فترة الإمبراطورية البيزنطية (القرن 4-7).
[
5
]
[
6
]
 جذبت المقابر القديمة في هذه المنطقة انتباه المسافرين القدامى، أبرزهم 
بنيامين التطيلي
.
[
7
]
```

ومن مصادر الالتباس أن الاسم الحديث "وادي النار" ( Nahal Kidron بالعبرية) ينطبق على طول الوادي الطويل بأكمله، الذي يبدأ شمال مدينة القدس القديمة وينتهي عند البحر الميت، في حين أن الأسماء الواردة في الكتاب المقدس وادي النار وعميق يهوشافاط ووادي الملك وغيرها قد تشير إلى أجزاء معينة من هذا الوادي تقع في المنطقة المجاورة مباشرة للقدس القديمة، ولكن ليس إلى كامل الوادي، وبالتأكيد ليس إلى الجزء الطويل الذي يعبر برّ الخليل. وبالمثل، في اللغة العربية، تحتوي الوديان الكبيرة على العديد من الأسماء، كل جزء منها يطلق عليه اسم مختلف على طول الوادي.

## تحديد المواقع الكتابية

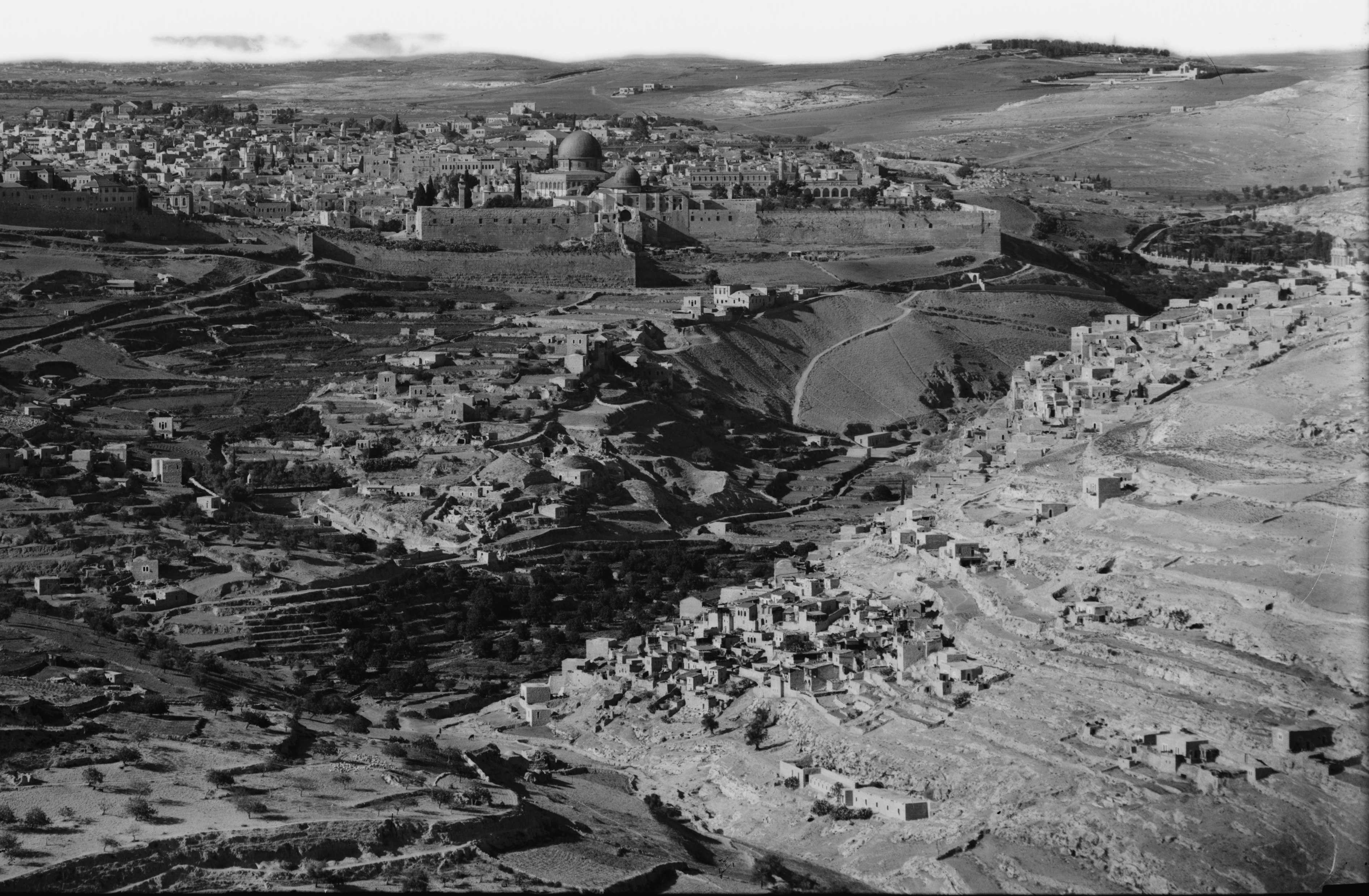
مدينة داود، الحائط الجنوبي، جبل الهيكل، وادي قدرون، العوفل وسلوام

### وادي يهوشافاط
يتحدث الكتاب المقدس العبري عن "وادي يهوشافاط - عيمق يهوشافاط" (بالعبرية: עמק יהושפט)، بمعنى "الوادي الذي يحكم فيه الرب". لا يتفق جميع العلماء مع وجهة النظر التقليدية القائلة بأن وادي النار، باعتباره الوادي الواقع بين القدس وجبل الزيتون إلى الشرق هو موقع وادي يهوشافاط. لم يكن وادي النار مرتبطًا بوادي يهوشافاط حتى القرن الرابع الميلادي، مما يجعل هذا التعريف غير مؤكد إلى حد ما لأنه لا يوجد وادي حقيقي يحمل هذا الاسم معروف في العصور القديمة التي سبقت المسيحية.
ويقول المعلق في الكتاب المقدس آدم كلارك إن وادي الديوان مكان رمزي.

### حديقة الملك ووادي الملك
في زمن ملوك العهد القديم كان وادي النار يمثل، على الأقل جزئيا حديقة الملك؛ كان الملوك يملكون أرضًا في المنطقة. إن وادي النار العلوي كان يعرف أيضا باسم وادي الملك، حيث أقام أبشالوم نصبه أو "عموده" (انظر 2 صموئيل 18:18؛ لا علاقة له ب "عمود أبشالوم" الذي ظهر بعد ذلك بكثير) وهو أمر مثير للمشاكل. ولا يذكر الكتاب المقدس هذا الأمر بوضوح، ولا يمكن الاستنتاج إلا أن هذه العلاقة مرتبطة بعين روجل التي تقع في أبعد وادي النار باتجاه الصحراء.
```
ويمكن اشتقاق اسم  «وادي الملك» من موقعه شرق قصر داود في 
مدينة داود
 على المنحدرات الغربية لوادي النار وجنوب المكان الذي بُنيت فيه المنصة.
[
11
]
```

## المقابر الأثرية

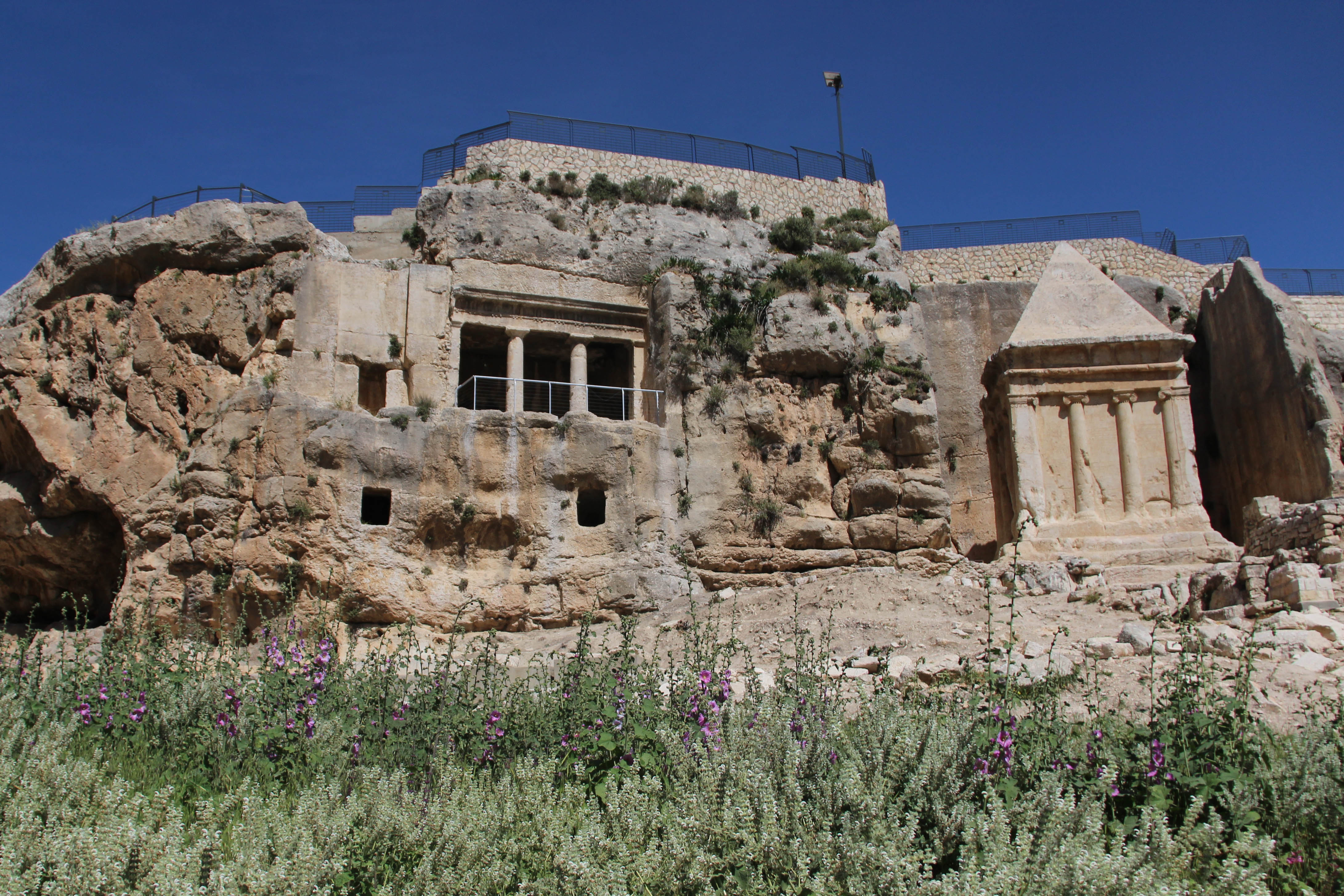
قبر بني حزير (يسار) وقبر زكريا (يمين)

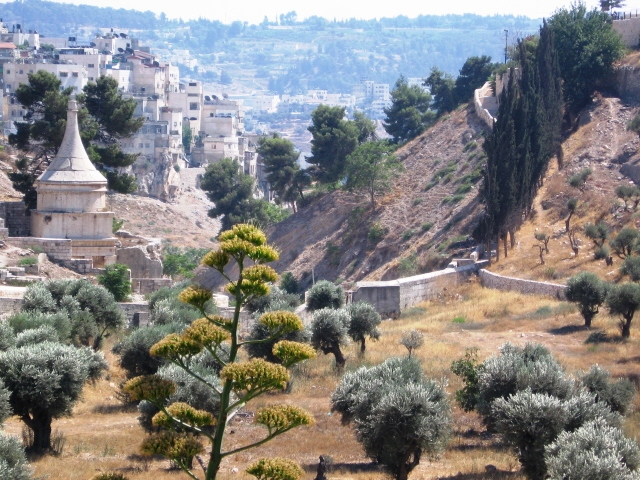
ما يسمى ب "قبر أبشالوم" أو عمود أبشالوم في وادي قدرون

تعد المقابر الأثرية الثلاثة على الجانب الشرقي من وادي النار من بين المعالم الأكثر شهرة في القدس القديمة. من الشمال إلى الجنوب، هذه هي ما يُسمى "قبر أبشالوم" (بالعبرية: ياد أفشالوم).
يتكون قبر أبشالوم من جزأين. أولًا، مكعب سفلي منقوش من حجر الأساس مزين بأعمدة أيونية تحمل إفريزًا دوريا وتُتوج بزينة مصرية. يحتوي هذا الجزء من النصب التذكاري على غرفة صغيرة بمدخل واثنين من أركوسوليا (محاريب جنائزية مقوَّسة) وهو يشكّل القبر الحقيقي. الجزء الثاني، المبني من حجر مقدود، يوضع على المكعب المحفور في الصخر. يتكون من قاعدة مربعة تحمل أسطوانة مستديرة، يعلوها سقف مخروطي. المخروط مقعر قليلا ويتوج بزهرة اللوتس على الطريقة المصرية. الجزء العلوي له شكل عام لبِنَاءٌ مُسْتَدِيرٌ مُقَبَّب ويفسر على أنه نفيش أو نصب تذكاري للقبر أدناه، وربما أيضا ل "كهف يهوشافاط" المجاور. يعود تاريخ "عمود أبشالوم" إلى القرن الأول الميلادي.
حرفيًا، تعني كلمة نفش "الروح"، ولكن في السياق الجنائزي هو المصطلح الذي ينطبق على شكل من أشكال النصب التذكاري الجنائزي. في وصف مقابر النبلاء اليهود، يؤكد على شكل الهرم كعلامة على القبر. وهذا يعني أن النفش والهرم مترادفان. والمقابر اليهودية في وادي النار هي أفضل مثال على هذا النوع من النفش. وهي تظهر كنصب تذكاري مستطيل الشكل مغطى بهرم. وهناك أشكال مماثلة من النفش تزين العظميات، مع إضافة عمود مغطى بالقبة. في القدس كان النفش نصب تذكاري للقبر يقع إما فوق القبر أو بجانبه.

## الحفريات الأثرية

### مقابر أكيلداما
وقد اكتشفت مقابر أكيلدما في عام 1989 عند ملتقى واديي النار وهنوم، جنوب مدينة القدس القديمة، وقد بالتنقيب عنها ونشرها من قبل عالما الآثار غيديون أفني وزفي غرينهوت. وفي عام 1989، قامت بلدية القدس بأعمال تطوير روتينية في المنطقة. وعند توسيع شارع ضيق بالقرب من إحدى الطرق المؤدية إلى قرية سلوان، كشفت الجرافات عن عدد من الفتحات المربعة المحفور في الصخور. وأوقفت سلطة الآثار الإسرائيلية بناء الطريق على الفور. بعد الكشف عن المساحات تحت الأرض، وجد علماء الآثار أنفسهم يقفون داخل مجمعات دفن كبيرة بدت سليمة. بالانتقال بعناية من غرفة إلى أخرى، كشفت المصابيح اليدوية عن وفرة من القطع الأثرية المتناثرة على الأرض، ووالأواني الفخارية والزجاجية، والمصابيح الزيتية والعديد من العظام الزينة. وقد ثبت أن الكهوف الكبيرة الثلاثة تشكل جزءا من مقبرة يهودية واسعة كانت تستخدم في نهاية فترة الهيكل الثاني، التي انتهت في عام 70 بعد الميلاد، عندما غزت الجحافل الرومانية القدس ودمرت الهيكل.

## التطوير والخطط

### الجزء العلوي
```
اعتبارًا من عام 2010، كان هناك اقتراح مثير للجدل لإعادة بناء جزء من وادي النار، وهو حي عربي في سلوان في القدس الشرقية، وتحويله إلى حديقة تسمى حديقة الملك.
[
17
]
```

### الجزء السفلي
```
وقد طُور الطريق الذي يعبر وادي النار الشديد الانحدار (وادي النار السفلي) ويربط المدن العربية بشكل كبير كجزء من جهود الوكالة الأمريكية للتنمية الدولية لتحديث البنية التحتية العربية.
[
18
]
```

### مشروع ترميم مياه وادي النار
في الوقت الراهن يتدفق جزء من مياه الصرف الصحي في القدس الشرقية والسلطة الفلسطينية البحرية في مجرى وادي الناى مما يسبب أضرارًا بيئية جسيمة في برّ الخليل ومنطقة البحر الميت. في تعاون نادر مع السلطة الفلسطينية، يقود الجيحون مشروع ترميم مجرى وادي النار بميزانية تقترب من مليار شيكل. وفقًا للخطة، سيتم إيقاف تدفق مياه الصرف الصحي إلى مجرى المياه وتحويله إلى خط تجميع جديد، من خلال أنبوب بطول 8 كيلومترات إلى منشأة تنقية وادي المقلق. ولتجنب الأضرار التي لحقت بالوادي الطبيعي وكذلك بدير مار سابا والمواقع الأثرية القريبة، تم تحويل مسار خط الصرف الصحي من مجرى المياه نفسه، من خلال نفق بعمق 60 مترًا وطول 1.3 كم. ويشمل المشروع أيضًا بناء محطة كهرومائية لتوليد الكهرباء الخضراء. وستستخدم المياه النقية في الزراعة وسقي بساتين النخيل في وادي الأردن والسلطة الفلسطينية.

## الطبيعة
كان الوادي أعمق بكثير مما هو عليه الآن ففي موسم الأمطار كانت تجتاحه الأمطار الموحلة، ولكن أصبح جافّاً ومعدوم المياه مع مرور الأيام، وهو مكان التقاء البحر المتوسط والصحارى. يعد وادي قدرون محمية طيور هامة حيث يمكن مشاهدة العديد من أنواع الطيور هناك عند توقفها أثناء هجرتها من الشمال إلى الجنوب.

## الأهمية الدينية
ويعتقد ان داود عبر الوادي لما هرب من وجه أبشالوم؛ وللوادي عدة أسماء منها «يهوشافاط»، «وادي الملوك»، «وادي جهنم»، «الوادي المقدس»، «وادي سلوان» و«وادي ستنا مريم» حيث سارت مريم العذراء من باب الأسباط مروراً بهذا الوادي لتصل إلى مدينة بيت لحم حيث وضعت المسيح عليه السلام. وكذلك عبر السيد المسيح هذا الوادي مرات عديدة، بما في ذلك مساء يوم الخميس المقدس عندما ذهب مع تلاميذه إلى حديقة الجثسيماني.